# Гајана (Болоња)
Гајана (итал. Gaiana) је насеље у Италији у округу Болоња, региону Емилија-Ромања.
Према процени из 2011. у насељу је живело 96 становника. Насеље се налази на надморској висини од 36 м.